# Радиоуправление
Радиоуправле́ние — метод дистанционного управления техническими объектами, при котором управляющие воздействия и обратная связь осуществляются через радиоканал с помощью радиоволн.

## Принципы работы систем радиоуправления
В системах радиоуправления при передаче команды от оператора, (диспетчера) к объекту, команды, задаваемые оператором некоторой манипуляцией на пульте управления, преобразуется в последовательность электрических импульсов, а затем этими импульсами модулируется (с помощью фазовой, амплитудной, частотной модуляции и т. д.) несущая частота радиосигнала.
Для повышения надёжности радиоуправления применяют различные помехоустойчивые коды, в том числе корректирующие коды, а также контроль факта приёма и/или исполнения посланной команды через обратный радиоканал, при этом от объекта управления к пункту управления передаются сигналы, подтверждающие приём и исполнение (либо только приём, либо только исполнение) переданной команды (так называемое квитирование).
Системы радиоуправления подразделяются на дискретные (передают фиксированный набор команд на включение/выключение исполнительных устройств, или изменение их состояния на заданный шаг) и пропорциональные (передают команды на плавно изменяемый отклик исполнительного устройства, например рулевого механизма, в соответствии с изменением положения органа управления). 
В некоторых системах (например, в системах управления ракет в полёте, беспилотных летательных аппаратов) управление производится непрерывно при помощи автоматически получаемого сигнала рассогласования между заданным и истинным (текущим) состояниями объекта управления, например, положения его в пространстве.

## Виды управления
- Командное следящее радиоуправление.
- Автономное радиоуправление.
- Радиоуправление при наведении по лучу.
- Управление космическими аппаратами.

## История
Проводное и беспроводное дистанционное управление было разработано во второй половине XIX века для удовлетворения потребностей в управлении беспилотными аппаратами (по большей части военными торпедами).  В их число входили проводная версия немецкого инженера Вернера фон Сименса в 1870 году, радиоуправляемая версия британского инженера Эрнеста Уилсона и Си Джей Эванса (1897 год)  и прототип, который изобретатель Никола Тесла продемонстрировал в Нью-Йорке в 1898.  В 1903 году испанский инженер Леонардо Торрес Кеведо представил в Парижской академии наук радиосистему управления под названием «Телекино»,  которую он надеялся использовать для управления дирижаблем собственной конструкции. В отличие от предыдущих механизмов «включения/выключения», Торрес разработал систему управления любым механическим или электрическим устройством с различными режимами работы и смог самостоятельно выбирать разные положения рулевого двигателя и разные скорости маршевого двигателя, воздействуя на другие механизмы. Свет, чтобы включить его или нет, и флаг, чтобы поднять или опустить его одновременно,   пока не будет достигнуто 19 различных действий.  С 1904 по 1906 год Торрес решил провести испытания Телекино в форме трехколесного наземного транспортного средства с эффективной дальностью полета от 20 до 30 метров и с использованием запуска с электрическим приводом, который продемонстрировал дальность противостояния 2 километра.  Первая модель самолета с дистанционным управлением полетела в 1932 году. Использование технологии дистанционного управления в военных целях интенсивно разрабатывалось во время Второй мировой войны, одним из результатов этого стала немецкая ракета Вассерфаль.
К концу 1930-х годов несколько производителей радиоприемников предлагали пульты дистанционного управления для некоторых своих моделей более высокого класса.  Большинство из них были подключены к устройству, управляемому по проводам, но Philco Mystery Control (1939) представлял собой низкочастотный радиопередатчик с батарейным питанием,  что делало его первым беспроводным пультом дистанционного управления для бытовой электроники.  Это также был первый цифровой беспроводной пульт дистанционного управления, в котором использовалась импульсная модуляция.

## Применение
Радиоуправление применяется при построении систем автоматики, в авиа- и ракетостроении, робототехнике. В современное время получило развитие направление управления бытовой техникой и приборами (так называемый «умный дом»).
Также, в радиоуправляемых моделях.